# Тростянець (Луцький район)

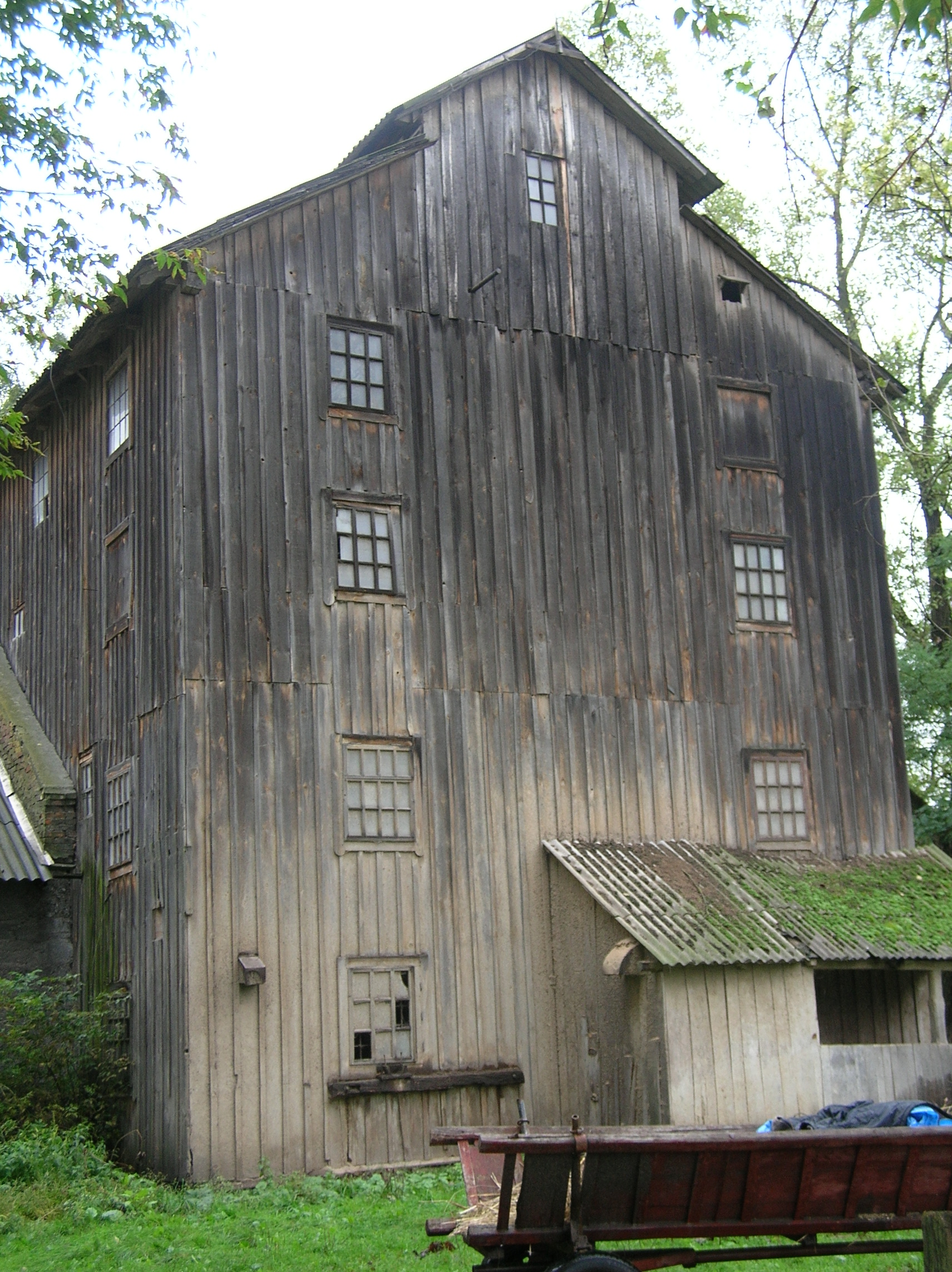

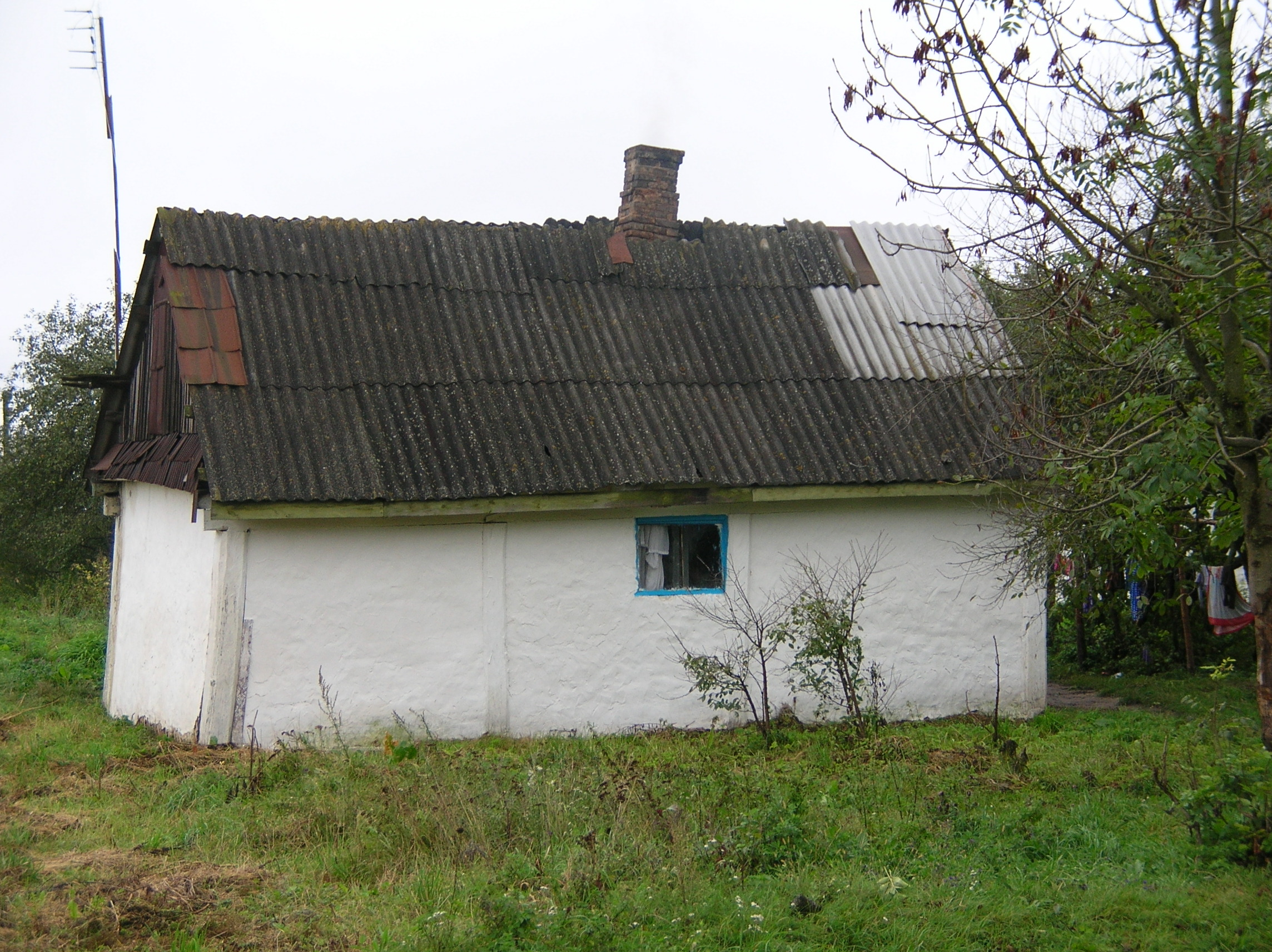

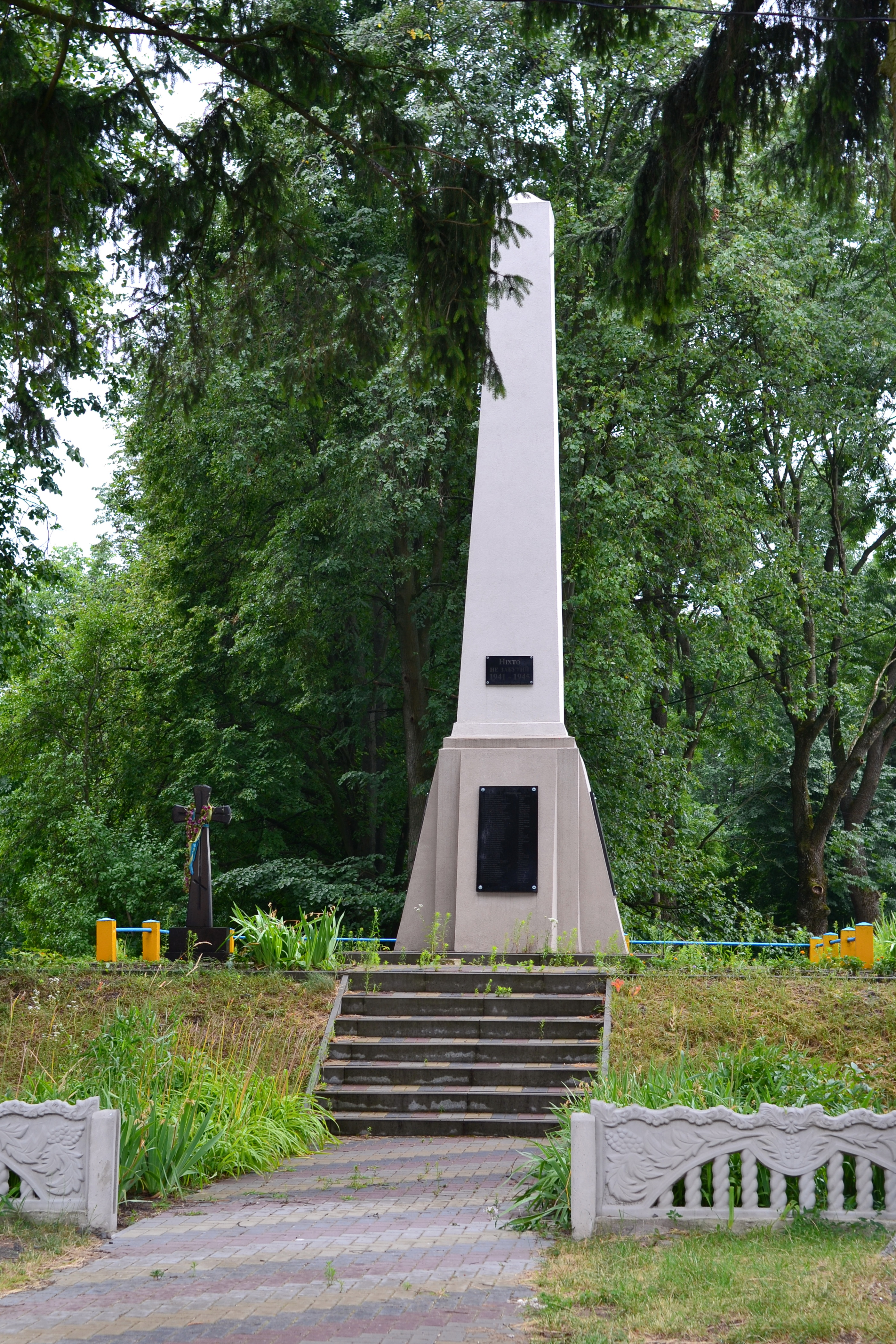

Тростянець — село в Україні, у Луцькому районі Волинської області. Входить до складу Ківерцівської міської громади. Населення становить 843 осіб.

## Символіка

### Герб
У лазуровому щиті два золоті куполи з такими ж хрестами, правий попереду, поверх всього два протиставлені зелені дубові листи з золотими жолудями.

### Прапор
Квадратне полотнище складається з трьох рівновеликих горизонтальних смуг блакитного, жовтого та зеленого кольорів. На блакитній смузі біля держака жовтий купол із хрестом.

## Розташування
Село Тростянець — центр сільської громади. Розташоване за 18 км від районного центру Ківерці, на шосе Луцьк — Маневичі, на лівому березі річки Любки (права притока Стиру).
Населення — 846 осіб. Тростянецькій сільській Раді підпорядковані села Хопнів, Острів, Лички та Йосипівка. Тростянець — одне із стародавніх сіл області. Його назва, за переказом місцевих жителів походить від слова «тростина». У літературних джерелах вперше про нього згадується в 1593 році[1].

## Історія

### Річ Посполита
За III Литовським статутом (1588 р.) селяни Тростянця, як і інші хлібороби Волині, були повністю закріпачені і відбували постійну панщину, яка на початку 70-х років XVI століття доходила до трьох днів на тиждень з волоки. Крім того, селяни сплачували грошовий податок державі, утримували церкву та виконували різні повинності.
На початку XVII століття Тростянець був власністю князя Воронецького. Феодал займався також і розбоєм. У 1604 році він напав на Щурин, пограбував і спалив його.

### Українська визвольна війна 1648—1657
У 1650 році в Тростянці, як уже в значному поселенні, було споруджено кам'яну церкву[2]. Його жителі брали активну участь у визвольній війні українського народу 1648—1657 років. За цей час кількість дворів у Тростянці зменшилася з 61 до 24. Частина населення при відступі українського війська відійшла разом з ним на схід, а ті, які брали участь у війні і повернулись, були жорстоко покарані князем Четвертинським, якому тоді належало село.
Становище жителів Тростянця після українсько-польської війни стало ще тяжким. Розмір панщини в XVII столітті дорівнював у середньому вже 5—6 днів на тиждень від волоки. Крім того, селяни повинні були виходити на зажинки, обжинки, закоски, обкоски і платити грошовий чинш.

### Знущання з селян
Великої шкоди завдав селу напад польських жовнірів у 1672 році, які пограбували населення. Нестерпним стало становище кріпаків, коли Тростянець потрапив у руки новогрудського мечника М. Балабана, який здав його в оренду пану С. Домбровському. Намагаючись одержати від маєтку якомога більше прибутків, орендар збільшив панщину, повинності і жорстоко утискував селян. Це призвело до того, що кріпаки почали тікати з Тростянця «світ за очі». Через деякий час маєток розорився, а село опустіло, про що й писав у своїй скарзі його власник[3].
Про факти руйнування економіки і культури Тростянця свавільними польськими жовнірами і ненаситними орендарями, а в зв'язку з цим і про зменшення населення згадується в документах і літописах тих часів. Проте вигідне географічне розташування і хороші сільськогосподарські угіддя сприяли тому, що економіка села поступово відроджувалась, а кількість населення зростала.
Після Третього Розподілу Польщі, коли Волинь опинилася в складі Російської імперії, в Тростянці було 26 дворів і жило 277 осіб[4]. Становище населення після захоплення Волині москалями не покращилося. Тростянецький поміщик, як писав у 1836 році місцевий священник в Луцьке духовне управління, «у свята і в недільні дні змушує своїх кріпаків відробляти панщину». Працюючи щоденно на панщині, тростянецькі селяни не мали зовсім часу, щоб працювати у власному господарстві і воно з кожним роком все більш занепадало, біднішало. Вони терпіли від голоду і холоду. Щоб селяни не померли з голоду, тростянецький поміщик Черновський змушений був давати їм на тиждень по одному гарнцю вівсяного борошна з половою. Тих, хто не виходив на панщину, тягли на стайню і за наказом поміщика били батогами або різками по 100 і 200 ударів. Черновський довів жителів Тростянця до крайнього зубожіння і виснаження. Навіть тодішній суд, який захищав інтереси панівного класу, оштрафував поміщика за зловживання на 25 карбованців.
Після реформи 1861 року Тростянець став волосним центром. У 1888 році тут відкрили однокласну церковнопарафіяльну школу, яку відвідувало наприкінці XIX століття 30-40 дітей, не тільки жителів Тростянця, а й навколишніх сіл. Половину коштів на утримання школи давали самі трудящі. Другу половину відпускала Луцька земська управа. В 1904 році було відкрито в Тростянці і сільськогосподарське училище з ремісничими класами. Викупні платежі, податки та повинності прискорили розорення селян. На початку XX століття тут уже жило 787 осіб і налічувалось 76 селянських дворів, серед яких третина була бідняцькими[5].

### Перша світова війна таУкраїнська революція
Перша світова війна завдала великої шкоди селу. Тростянець став прифронтовим селом. Частина населення Тростянця евакуювалась у східні губернії. Чимало селянських дворів пограбували, спалили в 1915 році німецько-австрійські війська. У результаті Луцького прориву в 1916 році російські війська знову захопили територію села[6].
В 1917 році Тростянець входить до складу Української Народної Республіки.
Наприкінці квітня 1918, внаслідок Гетьманського перевороту Тростянець опиняється в складі Української Держави гетьмана Павла Скоропадського.
У грудні 1918 року починається Антигетьманське повстання. В Україні, а з нею — і в Тростянці, відновлюється влада Української Народної Республіки на чолі з Директорією.
Після укладення Польщею сепаратного Ризького мирного договору з більшовиками, всупереч домовленостям із УНР, західноукраїнські землі опиняються під владою Польщі, а Армія УНР — в польському інтернуванні.

### Польська Республіка
Тростянець став адміністративним центром ґміни. У селі розташувалась ґмінна управа, в якій працювали польські чиновники, а також поліційний відділок (постерунок).
За часів Польщі українське населення зазнавало соціального і національного гніту. Селянство страждало від страшного безземелля і безправ'я. Майже половина найкращих земель належала поміщикам, які повернулися, і церкві.
Високі монопольні ціни на промислові товари, непосильні податки, лихварство руйнували дрібні селянські господарства.
Поширеною формою експлуатації був відробіток за дрібні грошові і натуральні позички. Торгівля в селі йшла виключно шляхом продуктообміну. Біднота купувала лише сіль. Все інше — одяг, взуття — вироблялось у власному господарстві. Взимку ходили в личаках, влітку — босі. Вогонь добували за допомогою кресала і губки, світили скіпкою. «Ножиці цін» між промисловими товарами і продуктами сільського господарства виявились непомірними. Так, за коробку сірників треба було віддати 3—4 яєць, а за кілограм гасу чи солі — 10—12 яєць або кілограм масла.
Чинне законодавство обмежувало селян у всьому. Суворо заборонялось вирощувати тютюн на присадибних ділянках без зобов'язання здати державі весь урожай. За порушення цього карали штрафом —5 злотих за кожний незареєстрований корінь, виявлений у господарстві. Штрафували за все, навіть за збирання грибів і ягід в панських і державних лісах.
Багато було безробітних. У першу чергу на роботу приймали поляків, в останню — українців. Їх же першими звільняли.
Навіть в сільських установах заборонялось говорити рідною українською мовою. В 1925 році у Тростянецька місцева влада відкрила семирічну школу, де навчання проводилось польською мовою.
Не краще були справи і з медичним обслуговуванням населення. На всю Тростянецьку ґміну був лише один приватний фельдшер. За один прийом пацієнт повинен був заплатити йому 1—2 злотих або дати два кілограми масла чи 10—12 кілограмів пшениці. Плата за добове перебування в Луцькій повітовій лікарні становила 5—8 злотих, така ж ціна була і на один центнер жита[7].Навіть у найтяжчих випадках біднота через відсутність коштів не могла звернутись до лікаря.

### Радянська окупація (1939—1941)
В 1939 Тростянець, як і майже вся Західна Україна, згідно із пактом Молотова — Ріббентропа, переходить під контроль радянської влади.

### Німецька окупація (1941—1944)
3 липня 1941 року Тростянець захопили гітлерівці[8].
У вересні 1943 року 102 двори села Тростянець були спалені, загинуло 59 жителів.

### Радянська окупація (1941—1991)
2 лютого 1944 року село Тростянець було повторно окуповано Червоною Армією, внаслідок чого встановлено тоталітарний комуністичний режим.
Якщо за часів панської Польщі близько 80 % населення було неписьменним, то станом на 1965 рік неписьменність і малописьменність були повністю ліквідовані. В Тростянецькій середній школі навчалося 338 учнів. У 1965 році в селі побудували нову двоповерхову школу з великими світлими класними кімнатами, навчальними кабінетами, спортивним залом. За 1953—1965 рр. середню школу закінчило 440 юнаків і дівчат.

### Незалежна Україна
З 24 серпня 1991 року Тростянець належить до незалежної України.
13 квітня 2016-го в Тростянці освячено та відкрито пам'ятну дошку Захиснику України Олександру Бондарю.
В кінці серпня 2017 року у Тростянці освячено жіночий монастир ПЦУ КП на честь Покрови Пресвятої Богородиці.
До 8 жовтня 2018 року було центром Тростянецької сільської ради.
У 2018 —  2020 рр. у складі Тростянецької сільської громади (Волинська область).
19 липня 2020 року, в результаті адміністративно-територіальної реформи та ліквідації Ківерцівського району, село увійшло до складу Луцького району.

## Населення
Згідно з переписом УРСР 1989 року чисельність наявного населення села становила 870 осіб, з яких 398 чоловіків та 472 жінки.
За переписом населення України 2001 року в селі мешкали 842 особи.

### Мова
Розподіл населення за рідною мовою за даними перепису 2001 року:
| Мова       | Відсоток |
| ---------- | -------- |
| українська | 98,93 %  |
| російська  | 0,95 %   |
| вірменська | 0,12 %   |

## Культура
У 1966 році в селі споруджено новий Будинок культури на 300 місць. При клубі є стаціонарна кіноустановка, бібліотека, яка налічує близько 10 тисяч книг, є хор, драматичний гурток, духовий оркестр. В 1968 році побудували стадіон з спортивним комплексом.

## Відомі люди
- Бондар Олександр Вікторович (1992—2016) — сержант Збройних сил України, учасник російсько-української війни.
- Волощук Микола Минович (1941—2006) — український живописець.

## Джерело
- Інститут історії України, 1 вересня